# ‘Asâmo
‘Asâmo är en ort i Djibouti.   Den ligger i regionen Ali Sabieh, i den södra delen av landet, 80 km söder om huvudstaden Djibouti. ‘Asâmo ligger 655 meter över havet och antalet invånare är 500.
Terrängen runt ‘Asâmo är kuperad åt nordost, men åt sydväst är den platt. Runt ‘Asâmo är det glesbefolkat, med 16 invånare per kvadratkilometer. Det finns inga andra samhällen i närheten. Trakten runt ‘Asâmo är ofruktbar med lite eller ingen växtlighet.